# Acantheae
Acantheae este un trib din familia Acanthaceae, subfamilia Acanthoideae care are următoarele Genuri:

## Genuri
Acanthopsis - Acanthus - Achyrocalyx  - Aphelandra - Blepharis - Crossandra  - Crossandrella - Cynarospermum - Cyphacanthus - Encephalosphaera - Geissomeria  - Holographis - Neriacanthus - Orophochilus  - Rhombochlamys - Salpixantha - Sclerochiton - Stenandrium - Streptosiphon - Strobilacanthus  - Xantheranthemum